# Nannospalax
Nannosplax – rodzaj ssaków z podrodziny ślepców (Spalacinae) w obrębie rodziny ślepcowatych (Spalacidae).

## Zasięg występowania
Rodzaj obejmuje gatunki występujące w Europie: Węgry, Ukraina, Mołdawia, Rumunia, Bośnia i Hercegowina, Serbia, Czarnogóra, Kosowo, Albania, Macedonia Północna, Bułgaria, Grecja i europejska część Turcji), Azji (Izrael, Jordania, Liban, Syria, azjatycka część Turcji, Gruzja, Armenia, Irak i Iran) oraz Afryce (Libia i Egipt).

## Morfologia
Długość ciała (bez ogona) 130–248 mm, ogon niewidoczny; masa ciała 73–522 g.

## Systematyka
Rodzaj zdefiniował w 1898 roku niemiecki zoolog Alfred Nehring w artykule poświęconym nowym gatunkom z rodzaju Spalax opublikowanym na łamach rocznika Sitzungsberichte der Gesellschaft Naturforschender Freunde zu Berlin. Nehring nie wyznaczył gatunku typowego; jednak nazwa – Microspalax – którą nadał nowemu taksonowi okazała się zajęta przez rodzaj pajęczaków, wobec czego w 1903 roku amerykański zoolog Theodore Sherman Palmer ukuł nową nazwę – Nannosplax – jednocześnie na typ nomenklatoryczny wyznaczając ślepca lewantyńskiego (N. ehrenbergi).

### Etymologia
- Microspalax: gr. μικρος mikros ‘mały’; rodzaj Spalax Güldenstädt, 1770 (ślepiec)[8].
- Nannospalax: gr. ναννος nannos ‘karzeł’; rodzaj Spalax Güldenstädt, 1770 (ślepiec)[9].
- Mesospalax: gr. μεσος mesos ‘środkowy, pośredni’[10]; rodzaj Spalax Güldenstädt, 1770 (ślepiec). Gatunek typowy: Spalax monticola Nehring, 1898 (= Spalax typhlus leucodon Nordmann, 1840).
- Ujhelyiana: Josef Ujhelyi, węgierski preparator[4].

### Podział systematyczny
Do rodzaju należą następujące gatunki:
- Nannospalax leucodon (Nordmann, 1840) – ślepiec mały
- Nannospalax bulgaricus Savić & Soldatović, 1984
- Nannospalax hellenicus (Méhely, 1909)
- Nannospalax hungaricus (Nehring, 1897)
- Nannospalax insularis (O. Thomas, 1917)
- Nannospalax montanoserbicus (Savić & Soldatović, 1974)
- Nannospalax montanosyrmiensis (Savić & Soldatović, 1974)
- Nannospalax monticola (Nehring, 1898)
- Nannospalax serbicus (Méhely, 1909)
- Nannospalax turcicus (Méhely, 1909)
- Nannospalax xanthodon (Nordmann, 1840) – ślepiec anatolijski
- Nannospalax cilicicus (Méhelÿ, 1909)
- Nannospalax nehringi (Satunin, 1898)
- Nannospalax tuncelicus (Coşkun, 1996)
- Nannospalax ehrenbergi (Nehring, 1897) – ślepiec lewantyński

Opisano również gatunek wymarły z plejstocenu dzisiejszego Izraela:
- Nannospalax kebarensis Tchernov, 1968[13]
- Nannospalax neuvillei Haas, 1951[14]